# Regalías mineras
Las regalías mineras son el pago que se le hace al Estado por el uso o extracción de ciertos recursos naturales metálicos y no metálicos, por lo general no renovables.

## Fundamento
Las regalías mineras se fundamentan en el hecho que la explotación de un recurso lleva implícita una renta retribuida al propietario de la tierra. El economista inglés David Ricardo en su libro Principios de economía política y tributación de 1816 define el concepto de renta:

La renta es aquella parte del producto de la tierra que se paga al terrateniente por el uso de las energías originarias e indestructibles del suelo. Se confunde a menudo con el interés y la utilidad del capital y, en lenguaje popular, dicho término se aplica a cualquier suma anualmente pagada por el agricultor a su terrateniente.
Principios de economía política y tributación (1816)

En el siglo XX, el economista y matemático estadounidense Harold Hotelling en su libro La economía de los recursos agotables de 1931 plantea en el contexto de la extracción de los recursos naturales agotables que los «grandes beneficios de un carácter completamente ocasional se originan en conexión con descubrimientos de mineral, y no es buena política pública permitir que tales beneficios permanezcan en manos privadas».

## Regalías mineras por país

### Regalías mineras en Perú
Las regalías se encuentran establecidas en la Ley n.° 28258, Ley de regalía minera, e incluye a todos los sujetos de actividad minera que se encuentran comprendidos en el Título Décimo Tercero del Texto Único Ordenado de la Ley general de minería aprobada por Decreto Supremo 014-92-EM y sus normas modificatorias.
Se calculan sobre la utilidad operativa trimestral de los sujetos de la actividad minera, considerando los trimestres calendarios siguientes: enero-marzo, abril-junio, julio-septiembre y octubre-diciembre. La regalía minera es recaudada y administrada por el Ministerio de Economía y Finanzas, quien establece la forma y condiciones para efectos del pago correspondiente. 
Los pequeños productores y mineros artesanales no pagan regalías. No se consideran como tales, aquellos que resulten de empresas vinculadas luego de procesos de reorganización empresarial. Por este motivo se aplica la definición de empresas vinculadas contemplada en el inciso b) del artículo 32-A de la Ley del Impuesto a la Renta.

#### Distribución de las regalías mineras
A continuación, se describe como se realiza la distribución de las regalías a los diversos niveles de gobierno:
1. 20% para gobiernos locales de los distritos o del distrito donde se explota el recurso natural. De los cuales, el 50% debe ser invertido en las comunidades donde se explota el recurso natural.
2. 20% para los gobiernos locales de la provincia o provincias donde se encuentra en explotación el recurso natural.
3. 40% para las municipalidades distritales y provinciales del departamento o departamentos de las regiones donde se encuentra en explotación el recurso natural.
4. 15% para el o los gobiernos regionales donde se encuentra en explotación el recurso natural.
5. 5% para las universidades nacionales de la región donde se explota el recurso natural.

#### Restricciones a su uso
A continuación se describen cuales son las restricciones en el uso de estas regalías:
1. Los recursos que los Gobiernos Regionales y Municipalidades reciban por concepto de regalía minera serán utilizados exclusivamente para el financiamiento o cofinanciamiento de proyectos de inversión productiva que articule la minería al desarrollo económico de cada región para asegurar el desarrollo sostenible de las áreas urbanas y rurales.
2. Los recursos que las universidades nacionales reciban por concepto de regalía serán destinados exclusivamente a la inversión en investigación científica y tecnológica.

#### Beneficios tributarios para mineras
Durante el gobierno de Alberto Fujimori (1990 - 2000) se suscribieron varios convenios de estabilidad que generaron la congelación de las condiciones tributarias y administrativas al momento de la suscripción del contrato inicial. Estos contratos de estabilidad tributario se crearon a través de la Ley general de minería en el año 1992.
Las empresas que han suscrito este convenio son:
- Compañía Minera Condestable (de Southern Peaks Mining)
- Sociedad Minera Cerro Verde
- Empresa Minera Los Quenuales (de Glencore)
- Doe Run Perú
- Southern Perú Copper Corporation
- Compañía Minera Santa Luisa
- Compañía Minera Antamina
- Minera Bateas
- Minera Yanacocha (de Newmont y Buenaventura)
- Minera Barrick Misquichilca (de Barrick Gold)
- Compañía Minera Antapaccay (antes Xtrata Tintaya)
- Compañía Minera Milpo (del Grupo Votorantim)
- Compañía Minera Sipán (del Grupo Hochschild).
- Votorantim Metais - Cajamarquilla
- Compañía Minera Ares

Estos contratos vencían entre 2005 y 2014 pero cinco empresas ampliaron sus concesiones durante los gobiernos de Toledo, Alan García y Ollanta Humala. Estas empresas son Minera Yanacocha, Minera Bateas, Antapaccay, Ares y Cerro Lindo. Durante el 2012, Cerro Verde firmó un contrato de estabilidad tributario que lo protege de nuevos impuestos desde el 2014 al 2028.
A pesar de que en la Resolución N° 0048-2004-PI/TC, publicada el 1 de abril de 2005, el Tribunal Constitucional precisó que la regalía no es un tributo. Al 2016, 11 mineras se negaron a pagarlos.

## Otros tipos de regalías por extracción
- Regalías petroleras
- Regalías gasíferas